# Milton Banana
Pour les articles homonymes, voir Banana.
Antônio de Souza connu sous le pseudonyme de Milton Banana, né le 23 avril 1935 à Rio de Janeiro où il est mort le 22 mai 1999, est un batteur de bossa nova et de jazz brésilien.
Musicien autodidacte, il est surtout connu pour ses collaborations avec João Gilberto et Stan Getz et pour son travail avec le trio qu'il a fondé,.

## Biographie
Il fait ses débuts professionnels en 1955, année où il rejoint pour la première fois l'Orchestre de Waldir Calmon puis les Milionários do Ritmo, avec des performances dans les clubs de Rio de Janeiro. L'année suivante, il rejoint le groupe qui a remplacé Johnny Alf à l'Hôtel Plaza, jouant avec Luiz Eça au piano, Ed Lincoln à la contrebasse, João Donato à l'accordéon et Claudette Soares au chant. Peu de temps après, en 1958, il est recruté par João Gilberto. Il prend part au studio d'enregistrement dans la section rythmique qui accompagne Gilberto lors de l'enregistrement de Chega de saudade et, toujours aux côtés du guitariste, participe par la suite à l'enregistrement de Desafinado. Sous la direction d'Aloysio de Oliveira, au club Au Bon Gourmet en 1962, Milton Banana est le batteur lors de la performance commune de Vinícius de Moraes, Antônio Carlos Jobim et João Gilberto. La même année, il fait partie du groupe des meilleurs musiciens de bossa nova qui ont participé à l'expédition à New York, se produisant au concert organisé au Carnegie Hall. L'année suivante, il est le batteur de Gilberto et Stan Getz dans l'enregistrement du LP Getz/Gilberto, puis il part pour une tournée européenne avec Gilberto, le contrebassiste Tião Neto et João Donato.
Au cours de sa carrière, Milton Banana a été très actif en studio d'enregistrement et en live, soutenant des musiciens célèbres ou dirigeant le trio qu'il a formé et avec lequel il a enregistré plusieurs œuvres ; le dernier spectacle live est Chega de saudade, qu'il présente en 1998 à Copacabana. Il meurt en 1999 ; lors de la cérémonie funéraire, une couronne de fleurs offerte par João Gilberto porte l'inscription « Milton, à qui le Brésil n'a jamais rendu hommage et qui ne l'a jamais reconnu, une couronne offerte au nom de tous les musiciens du Brésil ».

## Discographie
| Année | Label          | Album                                        | Format |
| ----- | -------------- | -------------------------------------------- | ------ |
| 1958  | Odeon          | Chega de Saudade (João Gilberto)             | LP/CD  |
| 1962  | Polydor        | Muito à Vontade (João Donato e Seu Trio)     | LP/CD  |
| 1963  | Audio Fidelity | O ritmo e o som da bossa nova                | LP     |
| 1964  |                | O Lp                                         | LP     |
| 1965  |                | Vê                                           | LP     |
| 1965  | Odeon          | Os Originais                                 | LP     |
| 1966  | Odeon          | Balançando com Milton Banana Trio            | LP     |
| 1967  | Odeon          | O som do Milton Banana Trio                  | LP     |
| 1968  | Odeon          | O Trio                                       | LP     |
| 1968  | Odeon          | Milton Banana Trio                           | LP     |
| 1969  | Odeon          | Milton Banana Trio                           | LP     |
| 1971  | Odeon          | Milton Banana                                | LP     |
| 1972  | Odeon          | Milton Banana                                | LP     |
| 1974  | Odeon          | Milton Banana                                | LP     |
| 1975  | Odeon          | Milton Banana                                | LP     |
| 1976  | Odeon          | Balançando, 2                                | LP     |
| 1977  | RCA            | Samba é isso                                 | LP     |
| 1978  | RCA            | Samba é isso, vol. 2                         | LP     |
| 1979  | RCA            | Ao Meu Amigo Chico (Samba é isso), vol. 3    | LP     |
| 1980  | RCA            | Ao Meu Amigo Tom (Samba é isso), vol. 4      | LP     |
| 1981  | RCA            | Ao Meu Amigo Vinicius (Samba é isso), vol. 5 | LP     |
| 1983  | RCA            | No Balanço                                   | LP     |
| 1984  | RCA            | Linha de Passe                               | LP     |